# 木原賞
木原賞（きはらしょう）は、日本の遺伝学の賞。国内の遺伝学の分野で優れた業績をあげた研究者に対して、日本遺伝学会より授与される。
木原均の業績を讃え、1939年に日本遺伝学会賞として創設された。1968年に大学紛争の影響により中止し、1983年に木原賞として再開されたた。

## 受賞者

### 日本遺伝学会賞
- 1939年 - 木原均
- 1940年 - 千野光茂
- 1941年 - 松浦一
- 1942年 - 吉川秀男
- 1943年 - 牧野佐二郎
- 1944年 - 受賞者なし
- 1945年 - 前田威成
- 1946年 - 和田文吾
- 1947年 - 西山市三
- 1948年 - 山階芳麿、小野知夫
- 1949年 - 今村昌一、松村清二
- 1950年 - 川村智治郎、田中信徳
- 1951年 - 湯浅明、山下孝介
- 1952年 - 芳賀忞
- 1953年 - 小野記彦、井関尚栄
- 1954年 - 辰野誠次
- 1955年 - 山本時男
- 1956年 - 森脇大五郎
- 1957年 - 木村資生
- 1958年 - 須藤千春
- 1959年 - 大島長造
- 1960年 - 富澤純一
- 1961年 - 辻田光雄、名和三郎、坂口文吾、平俊文
- 1962年 - 飯野徹雄
- 1963年 - 廣田幸敬
- 1964年 - 吉田俊秀、小関治男
- 1965年 - 受賞者なし
- 1966年 - 向井輝美
- 1967年 - 松代愛三

### 木原賞
- 1983年 -  大野乾
- 1984年 - 本庶佑
- 1985年 - 由良隆
- 1986年 - 近藤宗平
- 1987年 - 大澤省三
- 1988年 - 利根川進
- 1989年 - 受賞者なし
- 1990年 - 根井正利
- 1991年 - 受賞者なし
- 1992年 - 常脇恒一郎、関口睦夫
- 1993年 - 志村令郎、中田篤男
- 1994年 - 岡田益吉
- 1995年 - 堀田凱樹
- 1996年 - 大嶋泰治、宮田隆
- 1997年 - 小川英行、杉浦昌弘
- 1998年 - 大坪栄一
- 1999年 - 小川智子、長谷川政美
- 2000年 - 平賀壯太
- 2001年 - 品川日出夫
- 2002年 - 高木信夫
- 2003年 - 高畑尚之
- 2004年 - 受賞者なし
- 2005年 - 五條堀孝
- 2006年 - 岡田典弘
- 2007年 - 堀内嵩
- 2008年 - 田嶋文生、池村淑道
- 2009年 - 受賞者なし
- 2010年 - 林崎良英、荒木弘之
- 2011年 - 近藤孝男、石浦正寛
- 2012年 - 佐々木裕之
- 2013年 - 森郁恵、真木寿治
- 2014年 - 角谷徹仁
- 2015年 - 受賞者なし
- 2016年 - 小林武彦、岩﨑博史
- 2017年 - 片山勉
- 2018年 - 中別府雄作
- 2019年 - 松本邦弘、平野博之
- 2020年 - 深川竜郎
- 2021年 - 石川冬木
- 2022年 - 小林一三、石野良純
- 2023年 - 柴田武彦
- 2024年 - 颯田葉子